# Sliventsi
Sliventsi (Bulgaars: Сливенци) is een dorp in de Bulgaarse gemeente Dobritsjka, oblast Dobritsj. Het dorp ligt hemelsbreed 16 km ten noordoosten van de regionale hoofdstad Dobritsj en 384 km ten noordoosten van Sofia.

## Bevolking
Het dorp Sliventsi had bij de achttiende volkstelling van Bulgarije een inwoneraantal van 105 personen. Dit waren 122 mensen (-53,7%) minder dan 227 inwoners bij de officiële census van februari 2011. De gemiddelde jaarlijkse groei in die periode komt daarmee uit op -7%, hetgeen lager is dan het landelijk jaarlijks gemiddelde over deze periode (-1,14%). Het aantal inwoners vertoont al tientallen jaren een dalende trend: in 1956 woonden er nog 355 personen in het dorp.
- 1934 305
Koninkrijk Bulgarije
- 1946 310
Volksrepubliek Bulgarije
- 1956 355
Volksrepubliek Bulgarije
- 1992 221
Republiek Bulgarije
- 2001 232
Republiek Bulgarije
- 2011 227
Republiek Bulgarije
- 2021 105
Republiek Bulgarije

- Koninkrijk Bulgarije
- Volksrepubliek Bulgarije
- Republiek Bulgarije

In het dorp leven hoofdzakelijk etnische Roma, maar ook kleinere aantallen Turken en Bulgaren. In februari 2011 identificeerden 135 van de 227 ondervraagden zichzelf als ethische “Roma” (oftewel 59,5% van alle ondervraagden), gevolgd door 60 “Turken” (26%) en 29 “Bulgaren” (13%). 
| Etnische samenstelling van de respondenten (2011) | Etnische samenstelling van de respondenten (2011) | Etnische samenstelling van de respondenten (2011) | Etnische samenstelling van de respondenten (2011) | Etnische samenstelling van de respondenten (2011) |
| ------------------------------------------------- | ------------------------------------------------- | ------------------------------------------------- | ------------------------------------------------- | ------------------------------------------------- |
|                                                   |                                                   |                                                   |                                                   |                                                   |
| Bulgaren                                          | Bulgaren                                          |                                                   | 12,8%                                             | 12,8%                                             |
| Turken                                            | Turken                                            |                                                   | 26,4%                                             | 26,4%                                             |
| Roma                                              | Roma                                              |                                                   | 59,5%                                             | 59,5%                                             |
| Anders/Onbekend                                   | Anders/Onbekend                                   |                                                   | 1,3%                                              | 1,3%                                              |

In 2021 was 18% tussen de 0-14 jaar oud,
57% was 15-64 jaar en 25% was 65 jaar of ouder. In 2011 waren deze verhoudingen nog respectievelijk 25%-62%-13%.
|                    | 2011 | %      | 2021 | %      |
| ------------------ | ---- | ------ | ---- | ------ |
| Bevolking (totaal) | 227  | 100,0% | 105  | 100,0% |
|                    |      |        |      |        |
| 0-14               | 57   | 24,7%  | 19   | 18,1%  |
| 15-64              | 141  | 62,1%  | 60   | 57,1%  |
| 65+                | 29   | 12,8%  | 26   | 24,8%  |